# 알무으타디드
알무으타디드(Al-Mu'tadid, Abū al-ʿAbbās Aḥmad ibn Ṭalḥa al-Muwaffaq, 아랍어: אبو العباس احمد بن صلحة الموتق), 853/4 또는 860/1 – 902년 4월 5일, 본명: al-Muʿtaḍid bi-llāh)은 892년부터 902년 사망할 때까지 아바스 칼리파국의 칼리프였다.
알무으타디드는 그의 형제 칼리프 알 무타미드 통치 기간 동안 아바스국의 섭정이자 효과적인 통치자였던 알무와파크(al-Muwaffaq)의 아들이다. 왕자로서 미래의 알 무타디드는 다양한 군사 작전에서 아버지 밑에서 복무했으며, 특히 잔지 반란을 진압하는 데 중요한 역할을 했다. 891년 6월 알무와파크가 사망하자 알무으타디드가 그를 계승하여 섭정이 되었다. 그는 재빨리 그의 사촌이자 상속인인 알무파위드를 제명했다. 892년 10월 알무으타미드가 죽자 그는 왕위를 계승했다. 그의 아버지와 마찬가지로 알으무타디드의 권력은 군대와의 긴밀한 관계에 달려 있었다. 이것들은 잔지(Zanj)에 대항하는 캠페인 동안 처음 만들어졌고 칼리프가 직접 이끄는 원정에서 강화되었다. 알무으타디드는 모든 아바스 칼리프 중에서 가장 군사적으로 활동적인 인물임이 입증되었다. 그의 에너지와 능력을 통해 그는 지난 수십 년 동안의 혼란 속에서 잃어버린 아바스 왕조의 권력과 지역을 일부 복원하는 데 성공했다.